# ديف وليامز (لاعب كرة قاعدة)
ديف وليامز (بالإنجليزية: Dave Williams) هو لاعب كرة قاعدة أمريكي، ولد في 7 فبراير 1881 في سكرانتون في الولايات المتحدة، وتوفي في 25 أبريل 1918 في هت سبرينغز في الولايات المتحدة.

## وصلات خارجية
- ديف وليامز على موقعبيزبول رفرنس.كوم (الدوري الرئيسي) (الإنجليزية)
- ديف وليامز على موقعبيزبول رفرنس.كوم (الدوري الثانوي) (الإنجليزية)